# カビール
カビール（Kabīr, Kabīra, ヒンディー語: कबीर, グルムキー文字: ਕਬੀਰ,ウルドゥー語:  کبير
1440年-1518年）は、インドの宗教改革者。

## 生涯と教団

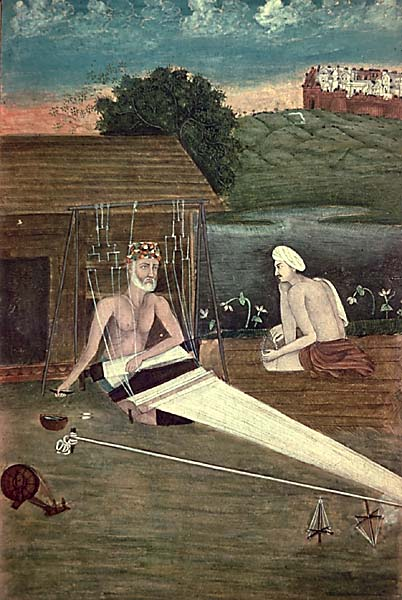
カビール、弟子とともに（1825年画）

生没年ははっきりしないが1440年誕生1518年死亡説が有力である。はっきりしているのは彼がデリーサルタナット王朝のスィカンダルローディー王と同時代の人であるということである。なぜなら彼はこの王に初めはうとんじられたが後に厚遇されたという伝承があるからである。またこの時期ならシク教のグル・ナーナクと出会った可能性もありうる。ヴァラナシー郊外のラハルターラーブ池に捨て子されていたのを不可触賎民の織物工でイスラーム教徒のニールとニーマー夫妻に拾われて育てられる。彼も織物工として一生を終える。彼には学歴がなく耳学問で諸宗教家に訪ね回り、ヒンドゥー教とイスラム教の影響を受け、カースト批判や一神教等の思想を広め宗教改革者として有名になる。彼は2つの宗教を折衷したのではなく、諸宗教の本質を追求したのである。
一説にはラーマーナンダの弟子であるという説もある。シク教のグル・ナーナクへも強い影響を与えている。ダードゥやニランジャンというような人もカビールの影響を受けている。ヴァラナシーのカビールチャウラという所にカビールパント教団があり、信者は低カーストが多く50万人程いると思われる。妻帯していたかどうかは意見が異なり、教団では独身説を主張している。カビールのカマールとカマーリーという2人の子供については、それは養子として迎えたのだと主張している。この件に関しては、一般的には彼は妻帯して織物工として家庭生活をおくっていて、時間の余裕のあるときに瞑想をして神秘主義者となったのではないかという主張がなされている。
寺院の中にはカビールの履いていたサンダルが祭られている。ニールとニーマーの墓もある。ラハルターラーブ池にも小さなほこらと教団の番人がいる。文盲のため彼の言葉は口述筆記され、「ビージャク」という教典がある。日本語訳も存在する。タントラ（密教）の影響が感じられる。信者は首にトゥルシーの木の実をつけたひもをぶら下げている。
寺院で教わる瞑想の仕方は正座で座り、ひざの上に握りこぶしを置き、「ソーハム」という言葉を繰り返して唱えるというものである。ソーハムはウパニシャッド教典（奥義書）の有名なサンスクリット語であるからヒンドゥー教の影響が感じられる。入信の際には木の葉と水を一緒に飲み込み、グルに「サーヘブバンダギー」と唱える。サーヘブバンダギーの意味はヒンドゥー教の僧侶ですら分からないほどのものであるが、「サーヘブ」は「サーヒブ」のなまりであろうから、「様」という意味であると思われる。「バンダギー」の意味は不詳である。「バンダ」は締め付けるで「ギー」は精油の意味であるがこれでは意味が通じない。1976年頃のグルはグル・アムリトダース・サーヘブという人物だったが、高齢だったので今は変わっているものと思われる。次のグルはガンガチャラン・サーヘブという人物だといわれている。カビールの思想の後への影響は大変大きなものだったが、カビールパント教団はシク教のようには拡大せず、影響力は小さいと言わざるを得ない。それでも全国に支部があり、マグハル、チャッティスガル、ムンバイ等十数か所ある。
カビールパント教団には謎がある。カビールが死んだときにヒンドゥー教徒とイスラーム教徒とが遺体を奪い合ったという話が残っていることからして、その当時すでに2つの宗教に分裂していたと思われる。カビールチャウラはヒンドゥー教系だったが、ラーマクリシュナ・G・バンダルカル著『ヒンドゥー教』によればゴーラクプル地方のマグハルにはイスラーム教徒が管理するカビールパント教団があると書かれている。これについては不明である。
カビールの教えは革新的なものであったが、今日では、ラーマクリシュナ・G・バンダルカルの言葉によればヒンドゥー教のヴィシュヌ派の一派と思われているようである。